# Stemma delle Kiribati
Lo stemma delle Kiribati è il simbolo ufficiale delle Kiribati. Il primo stemma venne disegnato da sir Arthur Grimble nel 1932 per la colonia britannica delle isole Gilbert e Ellice. La sola modifica è stata l'aggiunzione nel 1979 del motto della Repubblica in lingua gilbertese: "Te mauri, te raoi ao te tabomoa" (salute, pace e prosperità).